# Savez Rusije i Bjelorusije
Savez Rusije i Bjelorusije je naddržavni entitet koji se sastoji od Rusije i Bjelorusije, osnovan 1996. godine.

## Povijest
Zajednica Rusije i Bjelorusije je osnovana 2. travnja 1996. godine. Temelji zajednice su učvršćeni godinu dana kasnije kada je ime službeno promijenjeno u Savez Rusije i Bjelorusije. 25. prosinca 1997. godine je potpisano više ugovora čiji je cilj bio daljnje utvrđivanje političke, ekonomske i socijalne integracije dviju država. Smatra se da je krajnji cilj Saveza stvaranje konfederativne države sa zajedničkim predsjednikom, parlamentom, zastavom i grbom.
Stvaranje Saveza Rusije i Bjelorusije smatra se inicijativom bjeloruskog predsjednika Aleksandra Lukašenka. U 1994. godini kazahastanski predsjednik Nursultan Nazarbajev je predložio sličan prijedlog o stvaranju Euroazijske unije. Za razliku od Lukašenkove ideje Nazarbajev prijedlog nije nikada realiziran.
Predsjednik Savezne Republike Jugoslavije Slobodan Milošević je u 1999. godini izrazio svoju želju da SRJ pristupi ovom savezu kao pridruženi član. Ova želja je ponovljena u 2007. godini i od predsjednika Srpske Radikalne Stranke Tomislava Nikolića. Nikolić za razliku od Miloševića nije izrazio samo želju o pridruženom članstvu nego o potpunom pristupanju savezu.
Savezna skupština SRJ je 12. travnja 1999. donijela odluku o pristupanju SRJ savezu Rusije i Bjelorusije. Pravna slijednica te odluke je Republika Srbija.

## Institucije
Ugovor o stvaranju Saveza Rusije i Bjelorusije predviđa sljedeće institucije
- Visoko državno vijeće koje se sastoji od predsjednika država, predsjednika vlada i glasnogovornika obadva doma obje države.
- Vijeće ministara
- Zajednički komitet
- Dvodomni parlament
  - Dom predstavnika koji bi se sastojao od 75 predstavnika iz Rusije i 28 iz Bjelorusije.
  - Dom saveza koji bi se sastojao od jednakog broja ruskih i bjeloruskih predstavnika.
  - Vrhovni sud saveza
  - Ekonomski savjet koji bi kontrolirao budžet saveza

## Kriza
Početkom 21. stoljeća obje zemlje članice su izgubile svoj prvobitni entuzijazam za savez. U 2001. godini prvo Rusija, a ubrzo zatim i Bjelorusija su uveli carinske kontrole. Ovim je zaustavljena bez carinska zona između ove dvije zemlje. Prestankom ubiranja poreza na dodatnu vrijednost u zemlji podrijetla je također obustavljeno zajedničko ekonomsko tržište dvaju zemalja. Planovi za uvođenje zajedničke valute su također odgođeni do daljnjega. Prijedlog ustava saveza je također odgođen zbog nedostatka konsenzusa o izgledu ustava. Za razliku od Rusije koja želi ustav zasnovan na ustavu Europske unije Bjelorusija želi ustav zasnovan na ustavu bivšeg Sovjetskog saveza. 
Poslije previranja oko plinovoda i naftovoda koji prolaze kroz Bjelorusiju stvaranje konfederalne države izgleda dalje nego ikad. Razdor između Rusije i Bjelorusije je i potvrđen izjavom bjeloruskog diktatora Aleksandra Lukašenka u siječnju 2007. godine: "Rusko vodstvo zahtjeva da mi pristupimo Ruskoj Federaciji - to je to što ruski službenici imaju u svojim mislima. Ja ne želim odstupiti od našeg suvereniteta i neovisnosti. Svi pregovori i diskusije su mi omogućili uvid kako mi imamo drugačiji pristup i mišljenje o stvaranju savezne države."